# Ricardo Cabot Boix
Ricardo o Ricard Cabot Boix (Barcelona, España; 12 de enero de 1917 — San Pol de Mar, Barcelona, España; 18 de agosto de 2014) fue un jugador internacional de hockey sobre hierba español, también conocido como Cabot II. Jugaba como defensa y participó en los Juegos Olímpicos de Londres 1948.
Era hijo de Ricardo Cabot Montalt y hermano menor del también jugador de hockey sobre hierba Joaquín Cabot Boix, Cabot I. Sus hijos Ricardo y Javier Cabot Duran han sido medallistas olímpicos del mismo deporte.

## Biografía
Su padre, Ricardo Cabot Montalt, fue uno de los pioneros del fútbol español, aunque también practicó el hockey hierba en el FC Barcelona. Posteriormente tuvo una dilatada trayectoria como dirigente futbolístico.
Como su hermano Joaquín, Ricardo Cabot Boix desarrolló la práctica totalidad de su carrera en la sección de hockey del FC Barcelona, en la que debutó en 1933 y donde también coincidió con los hijos de Hans Gamper. En 1935 el equipo barcelonista se desmanteló y los Cabot, junto con otros compañeros, pasaron a jugar en el Intrèpids. Ambos hermanos fueron seleccionados para participar con el equipo español en los Juegos Olímpicos de Berlín de 1936, pero el estallido de la Guerra Civil Española les impidió tomar parte.
Tras la guerra, los dos jugaron un año en el Real Club de Polo, para luego regresar al reconstituido FC Barcelona. Formaron parte del mejor equipo de la historia del club azulgrana, que conquistó tres campeonatos de España (1942, 1944 y 1947), únicos títulos nacionales que figuran en el palmarés de la entidad a día de hoy.
Finalmente, con 31 años, Ricardo Cabot pudo acudir a unos Juegos Olímpicos en Londres 1948. Sin embargo en el primer partido de la competición, contra Argentina, se rompió el peroné. El combinado español acusó su baja por lesión y terminó el torneo en última posición de su grupo.